# Giovanni Francesco Re
Giovanni Francesco Re (Condove, 1773 – Torino, 2 novembre 1833) è stato un naturalista, botanico e micologo italiano.
In suo onore è stato ispirato il nome del Giardino botanico Rea di Trana, in Val Sangone, dato che Re fu tra i primi botanici a studiare la vegetazione di questa valle e della vicina Val di Susa.